# سوبر باتلتانك
سوبر باتل‌تانك: الحرب في الخليج هي لعبة فيديو محاكاة دبابة صدرت عام 1992 لأجهزة سيجا جينيس، ثم أعيد إصدارها لأجهزة جيم جير عام 2001، ولـجيم بوي أدفنس عام 2003 تحت اسم «Operation: Armored Liberty» .

## القصة والإعداد
تجري أحداث اللعبة خلال عملية عاصفة الصحراء (1990–1991)، ويتولى اللاعب قيادة دبابة أم1 أبرامز في مهام تكتيكية تشمل تدمير منصات صواريخ سكود وحماية قوافل الإمداد وإنقاذ أسرى حرب.

## أسلوب اللعب
- لوحة العرض: شاشة مقسومة إلى لوحة التحكم داخل الدبابة ومنظر خارجي يُظهر التضاريس الصحراوية والأهداف[3].
- الأسلحة والمركبات: مدفع رئيسي عيار 120 مم، رشاش 7.62 مم، قنابل دخان، مع القدرة على استخدام مركبات دعم مثل الهامفي ودبابة أم2 برادلي [4].
- المهام التكتيكية: تتدرج الصعوبة بزيادة عدد الأهدف والدفاعات المعادية، ويتطلب التقدم استغلال قدرات أفراد الطاقم (قناص، مهندس تفجير، ضابط خطاف)[5].

## التطوير والإصدار
طورته Absolute Entertainment بالتعاون مع Garry Kitchen’s Imagineering، واعتمدوا على محرك داخلي لتعزيز سلوك الذكاء الاصطناعي للمركبات والصواريخ، ما جعل اللعبة رائدة في نوعها بالمقدرة على محاكاة ساحة حرب حقيقية ضمن قدرات أجهزة التسعينيات.

## الاستقبال والنقد
- حققت اللعبة نجاحًا تجاريًا باعتبارها من أندر إصدارات جيم جير في أمريكا الشمالية[6].
- أشادت مجلة «Super Gamer» البريطانية برسومات اللعبة، واعتبرتها «محاكاة دقيقة ولكن رتيبة أحيانًا»، ومنحت النسخة على SNES تقييم 54%[5]
- اعتبرها جمهور Retro Spirit تجربة مميزة لمحبي ألعاب الحرب الصحراوية على المحمول رغم بساطة المؤثرات الصوتية[4].